# Lígia Teles
Lígia Teles (Lisboa, 1937) é uma actriz portuguesa.

## Biografia
Lígia Teles nasceu em janeiro de 1937, em Lisboa.
Frequentou o Curso de atores do Conservatório Nacional.
Atriz versátil, interpretou vários géneros teatrais, incluindo teatro de revista.
Foram várias as suas participações em televisão e em teatro radiofónico.
Fez parte do elenco fixo do Teatro Nacional D. Maria II.
Afastou-se da vida artística na década de 1990 por opção.

## Televisão
- 1959 - A Porta de Ouro[6]
- 1959 - Coincidência
- 1959 - Iaiá Garcia
- 1959 - Balada de Natal
- 1960 - O Desfalque
- 1960 - O Cisne
- 1963 - "O Grande Amor"[7]
- 1964 - "Teatro nos Bastidores"[8]
- 1965 - "Riso e Ritmo"[9]
- 1968 - "Minuto Zero" [10]
- 1970 - Uma Lufada de Ar Puro
- 1974 - "Cara de Doze Libras"[11]
- 1980 - "As Três Irmãs" [12]
- 1984 - "Fim de Século"[13]
  - Lista incompleta

## Teatro
- 1957 - "Antígona" - Teatro Experimental de Lisboa (Clube Estefânia)[14][15]
- 1957 - "Noite de Reis" - Teatro da Trindade[16]
- 1958 - "Um Serão nas Laranjeiras" - Teatro da Trindade[17]
- 1958 - "O Diário de Anne Frank" - Teatro da Trindade[18]
- 1959 - "Os Pássaros de Asas Cortadas" - Teatro da Trindade[19]
- 1959 - "Champanhe Saloio" - Teatro Variedades[20]
- 1959 - "Há Feira no Coliseu!" - Coliseu dos Recreios[21]
- 1961 - "A Casa dos Vivos" - Teatro da Trindade[22]
- 1962 - O Príncipe de Homburgo - Teatro da Trindade[23]
- 1962 - "Tirésias" - Teatro da Trindade[24]
- 1962 - "A Rapariga do Bar" - Teatro da Trindade[25]
- 1962 - "A Mantilha de Beatriz" - Teatro da Estufa Fria[26]
- 1962 - "A Ferida Luminosa" - Teatro Monumental[27]
- 1963 - "A Rainha e os Revolucionários" - Teatro da Trindade[28]
- 1963 - "O Mercador de Veneza" - Teatro da Trindade[29]
- 1964 - "É Regar e Pôr ao Luar" - Teatro ABC[30]
- 1965 - "O Jogo das Trapaças" - Teatro da Trindade[31]
- 1965 - "A Ponte a Pé" -  Teatro Variedades[32]
- 1966 - "Zero, Zero, Zé" - Teatro Variedades[33]
- 1967 - "Quem Tem Boca Vai a Roma!" - Teatro Capitólio[34]
- 1970 - "Um Chapéu de Palha de Itália" - Teatro Experimental de Cascais[35]
- 1970 - "Auto da Índia" - Teatro Experimental de Cascais[36][37]
- 1970 - "Auto da Barca do Inferno" - Teatro Experimental de Cascais[38]
- 1972 - Ora Bolas P'ró Pagode - Teatro Capitólio[39]
- 1972 - "O Princípio e o Fim" - Teatro Laura Alves[40]
- 1973 - "Dois num Guarda-Vestidos"[41]
- 1976 - "O Bombo da Festa" - Teatro Maria Vitória[42]
- 1978 - "Alfageme de Santarém" - Teatro Nacional D. Maria II[43]
- 1978 - As Alegres Comadres de Windsor - Teatro Nacional D. Maria II
- 1979 - "Os Filhos do Sol" - Teatro Nacional D. Maria II[44]
- 1980 - "As Três Irmãs" - Teatro Nacional D. Maria II[45]
- 1981 - O Judeu - Teatro Nacional D. Maria II
- 1983 - "Longa Jornada Para a Noite" - Teatro Nacional D. Maria II[46]
- 1984 - "A Carroça do Poder" - Teatro Nacional D. Maria II
- 1985 - A Paixão de Mestre Afonso Domingues - Teatro Nacional D. Maria II
- 1986 - O Asfalto dos Infernos - Teatro Nacional D. Maria II
- 1995 - Ricardo II - Teatro Nacional D. Maria II[47]
  - Lista incompleta

## Cinema
- 1968 - "Um Campista em Apuros"[48]
- 1970 - "Nem Amantes, Nem Amigos"[49]
- 1971 - "Traição Inverosímil"[50]